# Ковінько Анатолій Іванович
Анатолій Іванович Ковінько (нар. 6 травня 1939, місто Полтава Полтавської області) — український радянський партійний діяч. Депутат Верховної Ради УРСР 10—11-го скликань. Народний депутат України 1-го скликання. Член Ревізійної комісії КПУ в 1986—1991 р. Голова Ревізійної комісії КПУ в грудні 1988—1990 р.

## Біографія
Народився в родині службовця. У 1956—1961 роках — студент Полтавського інженерно-будівельного інституту.
Після закінчення інституту, у 1961—1965 роках — майстер, виконроб, старший виконроб шахтобудівного управління міста Тирниауз Кабардино-Балкарської АРСР; майстер тресту «Житлобуд», виконроб тресту «Кременчукпромжитлобуд» Полтавської області.
У 1965 — 10 січня 1974 року — секретар комітету ЛКСМУ тресту «Кременчукпромжитлобуд» Полтавської області; 1-й секретар Кременчуцького міського комітету ЛКСМУ; 2-й, 1-й секретар Полтавського обласного комітету ЛКСМУ.
Член КПРС з 1966 року.
У 1973—1975 роках — 2-й секретар Київського районного комітету КПУ міста Полтави. У 1975—1977 роках — голова виконавчого комітету Київської районної ради депутатів трудящих міста Полтави.
У 1977—1980 роках — 1-й секретар Комсомольського міського комітету КПУ Полтавської області.
У 1980—1981 роках — 1-й секретар Полтавського міського комітету КПУ.
Закінчив Заочну Вищу партійну школу при ЦК КПРС.
30 вересня 1981 — 1991 року — 2-й секретар Полтавського обласного комітету КПУ.
З 1991 року — заступник з будівництва голови колгоспу «Шлях до комунізму» (КСП «Плосківське») Решетилівського району Полтавської області. Потім працював начальником Управління організаційної роботи Головного управління державної служби України.

## Нагороди
- орден Трудового Червоного Прапора
- орден Знак Пошани
- медалі